# Bernat Pejoan i Sanmartí

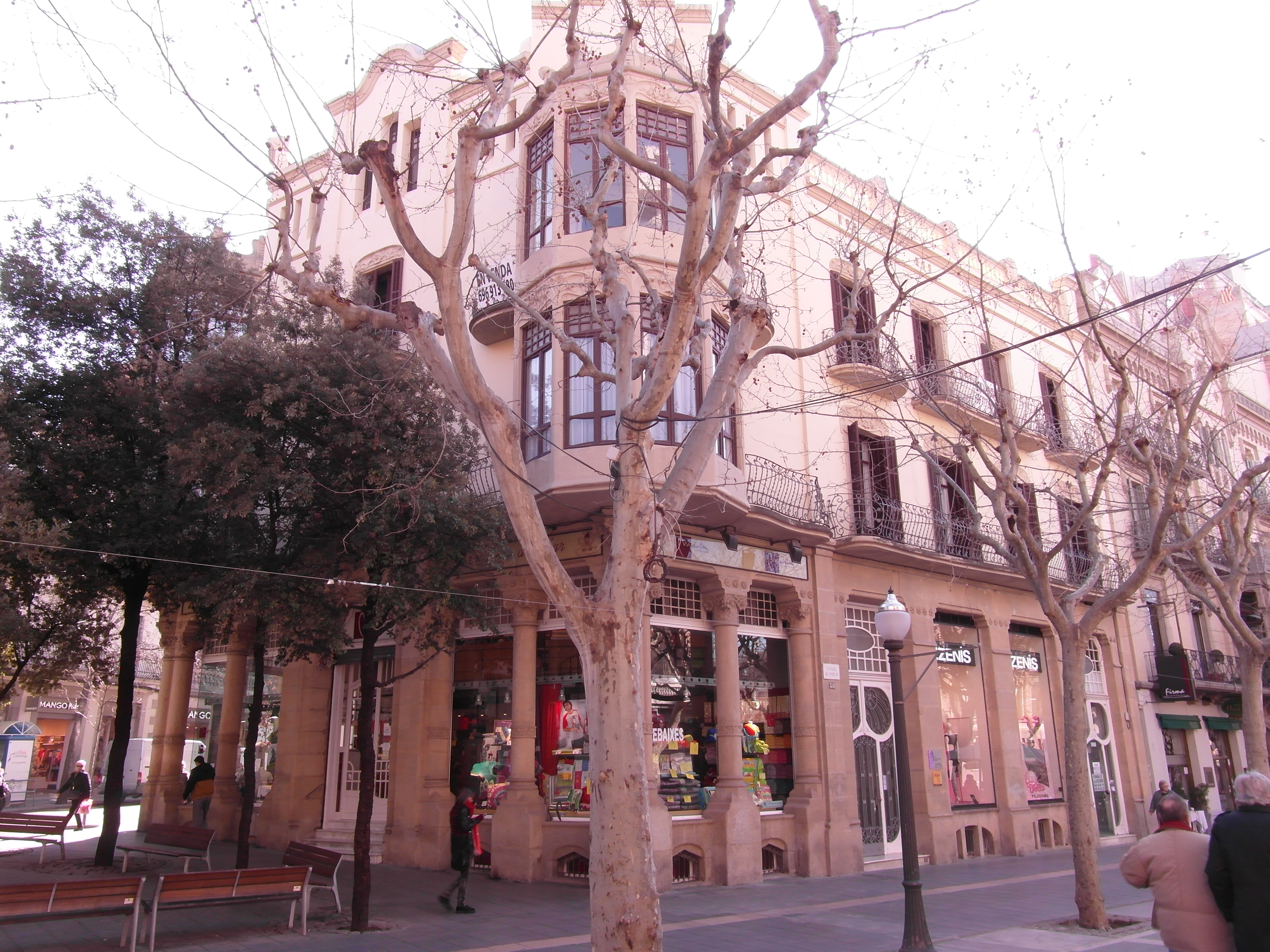
Casa Padró Riera, a Manresa

Bernat Pejoan i Sanmartí (Sant Vicenç de Castellet, 22 d'octubre de 1864 - Barcelona, 30 de desembre de 1926 ) fou un arquitecte català. També trobem referències seves com a Bernardo Pejoan o Pijoan.

Va estudiar arquitectura a l'Escola d'Arquitectura de Barcelona, on es llicencià el 1889. Abans de llicenciar-se ja va començar a les ordre d'Elies Rogent restaurant Santa Maria de Ripoll, per a passar a col·laborar posteriorment a l'Exposició Universal de 1888. Va treballar a diverses ciutats de l'Estat, com Madrid i Burgos, principalment en edificis religiosos, com convents, comunitats i escoles, però també en cases i edificis privats, alguns d'ells a Manresa o a les seves proximitats. Entre les seves obres destacades cal mencionar la Casa Padró Riera, les cases Leandre, J.Victori i l'església de Valldaura, totes tres a la ciutat de Manresa. També és l'autor de l'actual façana neoclassitzant del Santuari del Sant Crist de Balaguer.

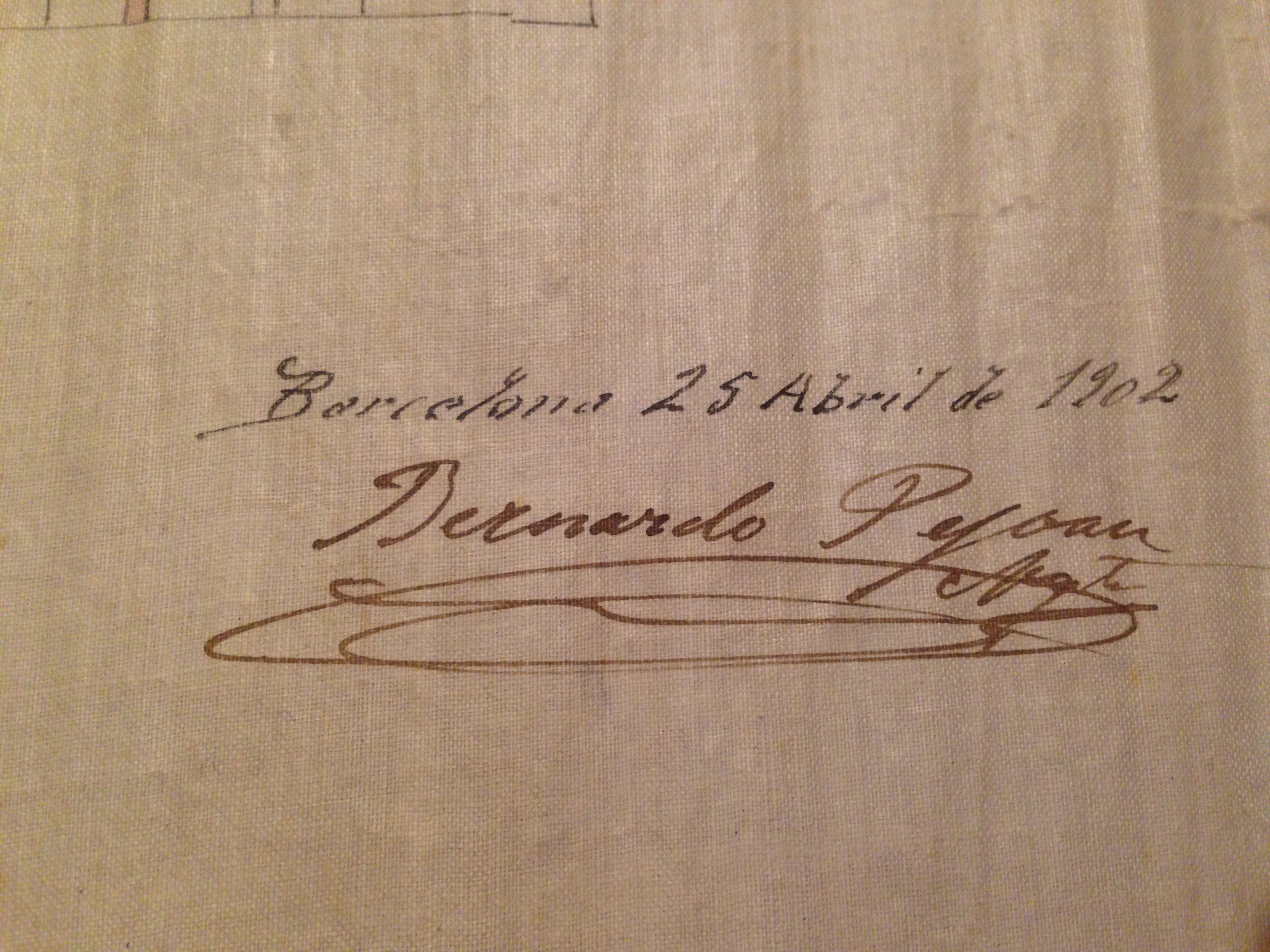
Signatura de l'arquitecte en uns plànols de l'any 1902